# Maginardo
Maginardo ou Maginardo Aretino (Xe – XIe siècles) est un architecte italien qui fut actif au diocèse d'Arezzo, en Toscane, pour le compte des évêques qui s'y sont succédé : Elemperto de 986 à 1010, Guglielmo de 1010 à 1013, Adalberto de 1014 à 1023 et Teodaldo (Tedaldo) de 1023 à 1036.

## Biographie
Envoyé à Ravenne en 1019 par Tedaldo « arte architettonica optime erudito » (pour étudier les monuments byzantins), il fit, dans son art, la synthèse des styles arétin, lombard et byzantin.
Il participa au remaniement du Duomo d'Arezzo sur le colle del Pionta (le Duomo Vecchio, rasé au sol ensuite par les Florentins de Cosme Ier de Médicis lors du sac de 1561).
Entre 1006 et 1009, il participa à la restructuration de la cathédrale Santa Maria e Santo Stefano (du VIIIe siècle), puis il l'agrandit en construisant, sur son flanc, une nouvelle église : Le Tempio di Donato d'Arezzo (dont l'existence du sépulcre est attesté dans des documents du Moyen Âge), second évêque et patron de la ville. Il fut terminé en 1032 et consacré solennellement le 12 novembre de la même année.

## Œuvres
- Le Campanile rotondo du Duomo di Città di Castello.
- Chiesa di Sant'Angolo a Metelliano, Cortone

## Sources
- (it) Cet article est partiellement ou en totalité issu de l’article de Wikipédia en italien intitulé « Maginardo » (voir la liste des auteurs).